# Gare de Courghain
Gare de Courghain vasútállomás Franciaországban, Grande-Synthe településen.

## Vasútvonalak
Az állomást az alábbi vasútvonalak érintik:
- Coudekerque-Branche–Fontinettes-vasútvonal

## Kapcsolódó állomások
A vasútállomáshoz az alábbi állomások vannak a legközelebb:
- Gare de Grande-Synthe
- Gare de Bourbourg